# ITWL HOB-bit
ITWL HOB-bit – polski, bezzałogowy aparat latający (UAV – Unmanned Aerial Vehicle) opracowany w Instytucie Technicznym Wojsk Lotniczych (ITWL), przeznaczony do bliskiego rozpoznania zarówno dla potrzeb wojskowych jak i służb cywilnych.

## Historia
Pod koniec lat 90. XX wieku ITWL prowadził pracę nad manewrującymi celami powietrznymi, zdobyte wówczas doświadczenia w opracowywaniu systemów zdalnego sterowania, przesyłania danych, systemów monitorujących parametry lotu pozwoliły na opracowanie układu autonomicznego sterowania lotem i zarządzania wykonaniem misji, wykorzystanego następnie w konstrukcji miniaturowego bezzałogowego systemu obserwacji (MBSO). W 2002 roku powstał pierwszy model HOB-bita. W 2004 roku ujawniono plan wyposażenia polskich Wojsk Lądowych w zestawy taktycznych bezzałogowych aparatów latających klasy mini. Rok później Departament Polityki Zbrojeniowej Ministerstwa Obrony Narodowej, ogłosił w maju pierwsze formalne zapotrzebowanie na tego typu aparat. Do postępowania stanęły ITWL wraz z Centrum Naukowo-Produkcyjnym Elektroniki Profesjonalnej Radwar S.A. i Wojskową Akademią Techniczną oraz WB Electronics z aparatem Calineczka 2004. Rywalizację na budowę i próby demonstratora technologii klasy mini wygrał HOB-bit. Przetarg nie przełożył się na budowę seryjnego aparatu klasy mini na bazie produktu ITWL. A dwa wybudowane w ramach przetargu prototypy uległy zniszczeniu w trakcie prób.

## Konstrukcja
HOB-bit jest konstrukcją kompozytową, górnopłatem napędzanym dwoma bezszczotkowymi silnikami elektrycznym, którym energię dostarczają akumulatory litowo-polimerowe. Aparat startuje z "ręki" lub z katapulty wykorzystującej energię naciągniętej gumy. HOB-bit może być sterowany ręcznie z naziemnego stanowiska kontroli lotu, jak również może wykonywać swoje misje w pełni autonomicznie, po wcześniejszym zaprogramowaniu profilu lotu z wykorzystaniem odbiornika GPS. Samolot ląduje klasycznie na kadłubie (aparat nie posiada podwozia) lub z wykorzystaniem spadochronu. W skład wyposażenia mogą wchodzić: kamera cyfrowa, cyfrowy aparat fotograficzny, lub kamera termowizyjna. Drugi prototyp HOB-bita posiada ruchomą głowicę, w której można zamontować wspomniane wyposażenie. Obraz rejestrowany przez samolot może być przekazywany w czasie rzeczywistym do naziemnego stanowiska kontroli lotu lub rejestrowany na pokładzie samolotu.